# Ӟ
Ӟ (minuskule ӟ) je písmeno cyrilice. Je používáno pouze v udmurtštině. Jedná se o variantu písmena З. Písmeno zachycuje podobnou hlásku jako písmeno Ђ v srbštině.